# Cusey
|  | No s'ha de confondre amb Cussey. |

Cusey és un municipi francès al departament de l'Alt Marne i a la regió del Gran Est. L'any 2007 tenia 246 habitants.

## Història
L'any 1972 el municipi de Cusey absorbí el terme de Percey-sous-Montormentier que al seu torn havia sorgit l'any anterior per la fusió dels termes de Percey-le-Petit i Montormentier. Percey conformava una senyoria durant l'antic règim.

## Demografia

### Població
El 2007 la població de fet de Cusey era de 246 persones. Hi havia 100 famílies de les quals 32 eren unipersonals (24 homes vivint sols i 8 dones vivint soles), 28 parelles sense fills, 28 parelles amb fills i 12 famílies monoparentals amb fills.
La població ha evolucionat segons el següent gràfic:

### Habitatges
El 2007 hi havia 144 habitatges, 106 eren l'habitatge principal de la família, 26 eren segones residències i 12 estaven desocupats. 140 eren cases i 4 eren apartaments. Dels 106 habitatges principals, 89 estaven ocupats pels seus propietaris, 15 estaven llogats i ocupats pels llogaters i 2 estaven cedits a títol gratuït; 3 tenien dues cambres, 11 en tenien tres, 32 en tenien quatre i 61 en tenien cinc o més. 82 habitatges disposaven pel capbaix d'una plaça de pàrquing. A 45 habitatges hi havia un automòbil i a 51 n'hi havia dos o més.

### Piràmide de població
La piràmide de població per edats i sexe el 2009 era:
| Homes | Edats   | Dones |
| ----- | ------- | ----- |
| 0     | 95 o +  | 0     |
| 0     | 90 a 94 | 4     |
| 0     | 85 a 89 | 4     |
| 4     | 80 a 84 | 4     |
| 12    | 75 a 79 | 12    |
| 0     | 70 a 74 | 8     |
| 8     | 65 a 69 | 4     |
| 4     | 60 a 64 | 8     |
| 0     | 55 a 59 | 4     |
| 8     | 50 a 54 | 4     |
| 8     | 45 a 49 | 4     |
| 4     | 40 a 44 | 4     |
| 12    | 35 a 39 | 12    |
| 16    | 30 a 34 | 8     |
| 0     | 25 a 29 | 12    |
| 0     | 20 a 24 | 0     |
| 8     | 15 a 19 | 8     |
| 12    | 10 a 14 | 8     |
| 8     | 5 a 9   | 8     |
| 0     | 0 a 4   | 12    |

## Economia
El 2007 la població en edat de treballar era de 159 persones, 127 eren actives i 32 eren inactives. De les 127 persones actives 121 estaven ocupades (67 homes i 54 dones) i 6 estaven aturades (3 homes i 3 dones). De les 32 persones inactives 13 estaven jubilades, 8 estaven estudiant i 11 estaven classificades com a «altres inactius».

### Ingressos
El 2009 a Cusey hi havia 107 unitats fiscals que integraven 250 persones, la mediana anual d'ingressos fiscals per persona era de 17.749,5 €.

### Activitats econòmiques
Dels 8 establiments que hi havia el 2007, 2 eren d'empreses de fabricació d'altres productes industrials, 2 d'empreses de construcció, 2 d'empreses de comerç i reparació d'automòbils, 1 d'una empresa de transport i 1 d'una empresa de serveis.
L'únic servei als particulars que hi havia el 2009 era una lampisteria.
L'any 2000 a Cusey hi havia 15 explotacions agrícoles.

## Equipaments sanitaris i escolars
El 2009 hi havia una escola elemental.

## Poblacions properes
El següent diagrama mostra les poblacions més properes.